# 福士裕一郎
福士 裕一郎（ふくし ゆういちろう、1979年 - ）は、日本のアニメーションプロデューサー。マッドハウス所属。

## 略歴
以前はゴンゾに所属していた。その後はマッドハウスに入社し、同社を拠点にアニメーションプロデューサーを務めている。

## 参加作品

### テレビアニメ
2011年
- エックスメン（アニメーションプロデューサー）

2015年
- ワンパンマン（アニメーションプロデューサー）

2017年
- ACCA13区監察課（アニメーションプロデューサー）

2019年
- ブギーポップは笑わない（アニメーションプロデューサー）

2021年
- Sonny Boy（アニメーションプロデューサー）
- takt op.Destiny（アニメーションプロデューサー〈川越恒と共同〉）

2023年
- 葬送のフリーレン（2023年 - 2024年、アニメーションプロデューサー〈中目貴史と共同〉）

### 劇場アニメ
- 劇場版 HUNTER×HUNTER -The LAST MISSION-（2013年、アニメーションプロデューサー）

### OVA
- ACCA13区監察課 Regards（2020年、アニメーションプロデューサー）

### ゲーム
2020年
- アズールレーン 3周年記念アニメPV（アニメーションプロデューサー）
- アズールレーン×DEAD OR ALIVE Xtreme Venus Vacation コラボイメージPV（アニメーションプロデューサー）

2022年
- モンスターストライク 天下五剣 SPECIAL MOVIE（アニメーションプロデューサー）
- モンスターストライク アミダ 獣神化 SPECIAL MOVIE（アニメーションプロデューサー）

2024年
- アズールレーン 7周年記念アニメPV（アニメーションプロデューサー）

### その他
2020年
- モンスターストライク「絶望粉砕少女∞アミダ」（オリジナルショートフィルム、アニメーションプロデューサー）

2023年
- YOASOBI「勇者」Official Music Video（アニメーションプロデューサー）